# Koúros d'Anàvissos
El Koúros d'Anavissos o Koúros de Kroisos és un Curos de marbre blanc descobert a Anavyssos, a l'Àtica, que feia les funcions d'una làpida per una tomba d'un jove guerrer mort anomenat Κροῖσος (Kroisos). L'escultura sembla avançar cap endavant i mostra el típic somriure arcaic. Porta una inscripció a la base que diu:
| « | "Atureu-vos i ploreu davant de la tomba de Kroisos mort, a qui Ares, furiós, un dia va destruir lluitant a la primera línia". | » |

Està datada cap al 530 aC i té una mida d'un metre noranta-cinc d'alçada. Hi ha actualment un debat sobre si els Curos representaven persones concretes o bé eren representacions genèriques d'arquetips idealitzats que no representen al personatge mencionat, i que per tant són representacions simbòliques no naturalistes per mostrar l'ideal del guerrer masculí ἐν προμάχοις, "a la primera línia" (de la falange) al camp de batalla. Ara el Koúros d'Anavissos està exposat al Museu Arqueològic Nacional d'Atenes. És d'autor desconegut.